# Plectomerus dombeyanus
Plectomerus dombeyanus är en musselart som först beskrevs av Achille Valenciennes 1827.  Plectomerus dombeyanus ingår i släktet Plectomerus och familjen målarmusslor. IUCN kategoriserar arten globalt som livskraftig. Inga underarter finns listade i Catalogue of Life.